# Grange Adolphe-Gagnon
La grange Adolphe-Gagnon est une grange octogonale (en) construite à Saint-Fabien au Québec (Canada). Elle a été classée comme immeuble patrimonial en 2006.
C'est la plus ancienne grange octogonale au Québec et la seule située au Bas-Saint-Laurent.

## Histoire
La grange a été construite en 1888 pour l'agriculteur Adolphe Gagnon et par le charpentier Fournier. Les travaux ont été supervisés par le curé Audet,.
Angèle Soucy, veuve du propriétaire Adolphe Gagnon, reçut en 1892 une médaille d'argent au concours provincial du Mérite agricole, accompagnée d'un diplôme de « très grand mérite ». En 1986, la Société Saint-Jean-Baptiste de Saint-Fabien achète la grange pour pouvoir en assurer la conservation et la mise en valeur.
C'est en 2009 que la grange devient un musée administré par la Fondation de l'Écomusée de l'Est-du-Québec.

## Architecture
La grange a un plan octogonal et possède quatre niveaux (cave à fumier, étable, batterie, fenil). Elle est surmontée d'un toit à pans brisés couvert de bardeaux de cèdre.